# مؤسسه بیماری‌های گرمسیری و عفونی بنگلادش
مؤسسه بیماری‌های گرمسیری و عفونی بنگلادش (به لاتین: Bangladesh Institute of Tropical and Infectious Diseases) یک بیمارستان در بنگلادش است.